# Canon de 330 mm/50 modèle 1931
Le canon de 330 mm/50 modèle 1931 est un canon naval de gros calibre utilisé par les cuirassés de la classe Dunkerque de la marine française durant la Seconde Guerre mondiale.

## Histoire
Ce canon de 330 mm est spécifiquement conçu pour équiper les unités de la classe Dunkerque, la première classe de cuirassés construits par la France depuis la fin de la Première Guerre mondiale. Il a une vitesse à la bouche relativement élevée, ce qui lui permet d'avoir une grande portée. Une tourelle comporte quatre canons, avec une configuration proche de celle qui était prévue pour la classe Normandie, jamais construite.
Cependant, des problèmes apparaissent avec le moteur Sautter-Harlé-Blondel, et la proximité des canons dans la tourelle provoque des problèmes de dispersion à grande distance.